# Andy Lee (cầu thủ bóng đá, sinh năm 1982)
Andrew Lee (sinh ngày 18 tháng 8 năm 1982) là một cầu thủ bóng đá người Anh đã giải nghệ có 2 trận cho Bradford City từ năm 2002 đến năm 2003. Anh kí hợp đồng với Aberystwyth Town năm 2003 và cũng thi đấu cho Wakefield & Emley. Anh sinh ra ở Bradford, cũng từng thi đấu cho Bradford Park Avenue và năm 2010 vô địch giải golf Yorkshire Matchplay.